# Orłowo (Gdynia)
Orłowo (deutsch Adlershorst, kaschubisch Òrłowò) ist ein an der Ostsee gelegener südlicher Stadtbezirk von Gdynia in der polnischen Woiwodschaft Pommern. Er hatte den Status eines staatlich anerkannten Kurorts.

## Geographische Lage
Der Stadtbezirk liegt im ehemaligen Westpreußen an der Danziger Bucht und grenzt im Norden an Redłowo (Hochredlau), im Westen an Mały Kack (Klein-Katz), im Süden an die Stadt Sopot (Zoppot) und im Osten an die Zatoka Gdańska (Danziger Bucht). Durch Orłowo fließt das Flüsschen Kacza (das Katzer Fließ, bzw. die Katzbach), das in die Ostsee mündet. In Orłowo befindet sich das für den Stadtteil charakteristische Kliff der Kępa Redłowska (Hochredlauer Kämpe).

## Geschichte

Kliff in Orłowo

„Zu Hochredlau gehört das vom Seebad Zoppot aus wegen der schönen Aussicht viel besuchte (Restaurant) Adlershorst. Dieses zu Hochredlau gehörende Mühlengrundstück wurde 1828 von dem Bordschiffer Johann Adler und dessen Ehefrau, eine geborene Klotz, als Strandland von etwa 3 Morgen für 170 Taler dem Müller Bömelt abgekauft und in Erbpacht genommen. Der auch sonst geschäftstüchtige Adler wurde von der Kgl. Regierung zum «Seeschulzen» (Strandvogt) ernannt und richtete um 1840 hier einen kleinen Schankbetrieb für fremde Gäste ein. Der Name Adlershorst, als Etablissement von Fremden beigelegt, wurde 1857 als offizielle amtliche Bezeichnung übernommen.“

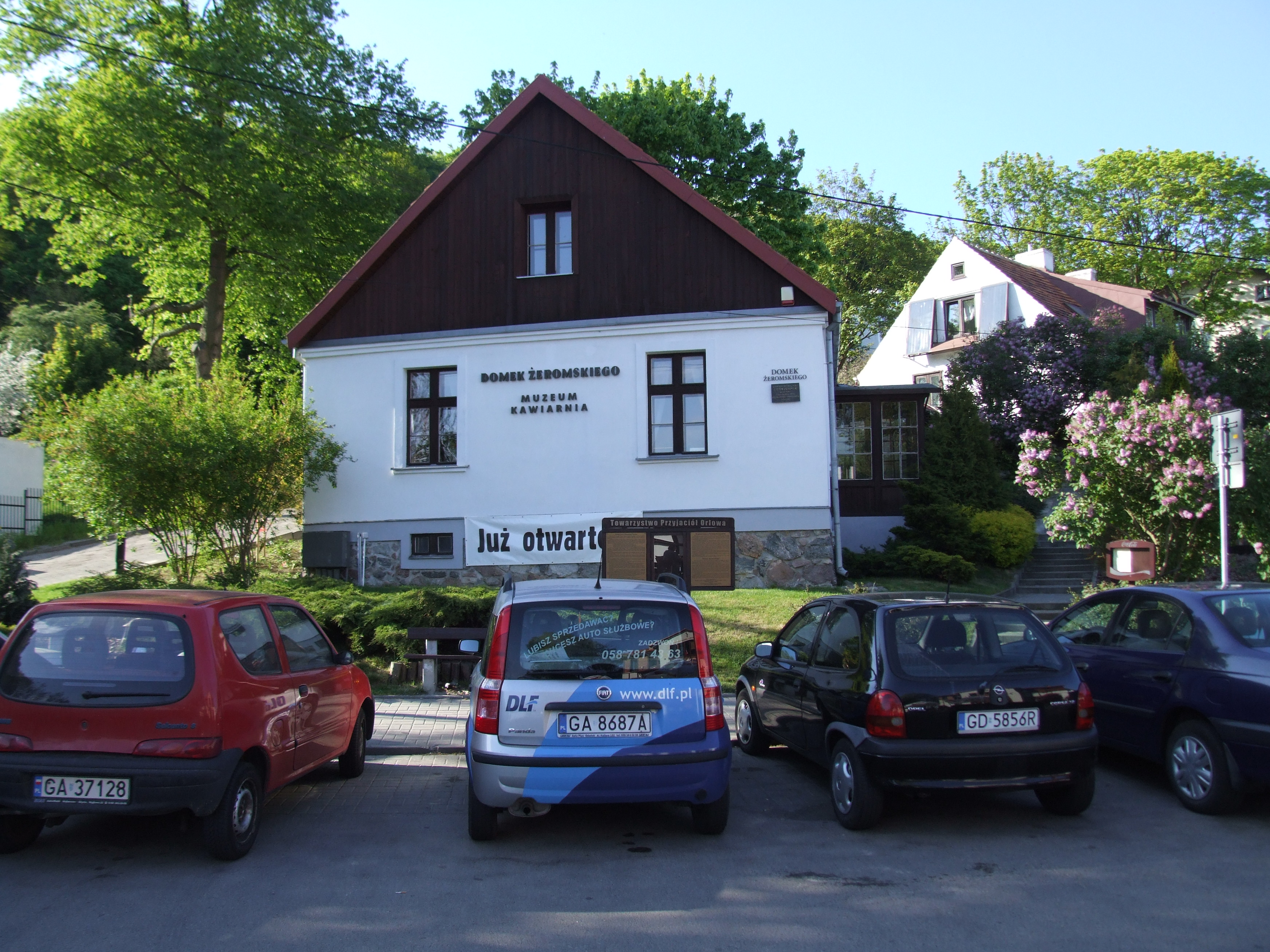
Żeromski-Häuschen in Orłowo

Adler nahm bei seinem Gasthaus Adlershorst  auch einen Badebetrieb auf.
Bis 1920 gehörte Adlershorst zum Kreis Neustadt im Regierungsbezirk Danzig der Provinz Westpreußen des Deutschen Reichs.
Nach dem Ersten Weltkrieg musste Adlershorst aufgrund der Bestimmungen des Versailler Vertrags mit Wirkung vom 20. Januar 1920 zum Zweck der Einrichtung des Polnischen Korridors an Polen abgetreten werden. Schon im Sommer 1920 verbrachten viele Polen ihre Ferien in Adlershorst, unter ihnen auch der bekannte polnische Schriftsteller Stefan Żeromski, der sich in Adlershorst in einer ehemaligen Fischerhütte niederließ.
Ab 1931 bildete Adlershorst die selbständige Gemeinde Orłowo Morskie im Powiat morski (Seekreis) der Woiwodschaft Pommerellen. 1931 entstand die Villa Weneda, ulica Przebendowskich 1, sowie die Pension Gryf, ulica Przemysława 6. In den 1930ern wurde die Strandpromenade gebaut. 1934 wurden Kolibki (Koliebken) und Bukowin (Vorwerk Klein-Katz, auch Brauchitschhof, zuvor zu Klein-Katz) nach Orłowo Morskie eingemeindet, das zuletzt 1935 als Orłowo selbst an das kreisfreie Gdynia kam.
Durch den Überfall auf Polen 1939 kam der Polnische Korridor an das Reichsgebiet zurück. In Orłowo Morskie und das benachbarte Kolibki, die direkt an das Staatsterritorium der Freien Stadt Danzig grenzten, rückte am 1. September 1939 als erstes die Danziger Heimwehr ein. Die polnischen Einwohner wurden zum Teil zwangsumgesiedelt. Das Kreisgebiet wurde in den Reichsgau Danzig-Westpreußen eingegliedert, zu dem Adlershorst bis 1945 gehörte. Ein Außenkommando des KZ Stutthof wurde eingerichtet.
Gegen Ende des Zweiten Weltkriegs nahm im März 1945 die Rote Armee Gdynia (Gotenhafen) über Adlershorst kommend ein. Soweit deutsche Einwohner nicht geflohen waren, wurden sie in der darauf folgenden Zeit vertrieben.

## Stadtbild

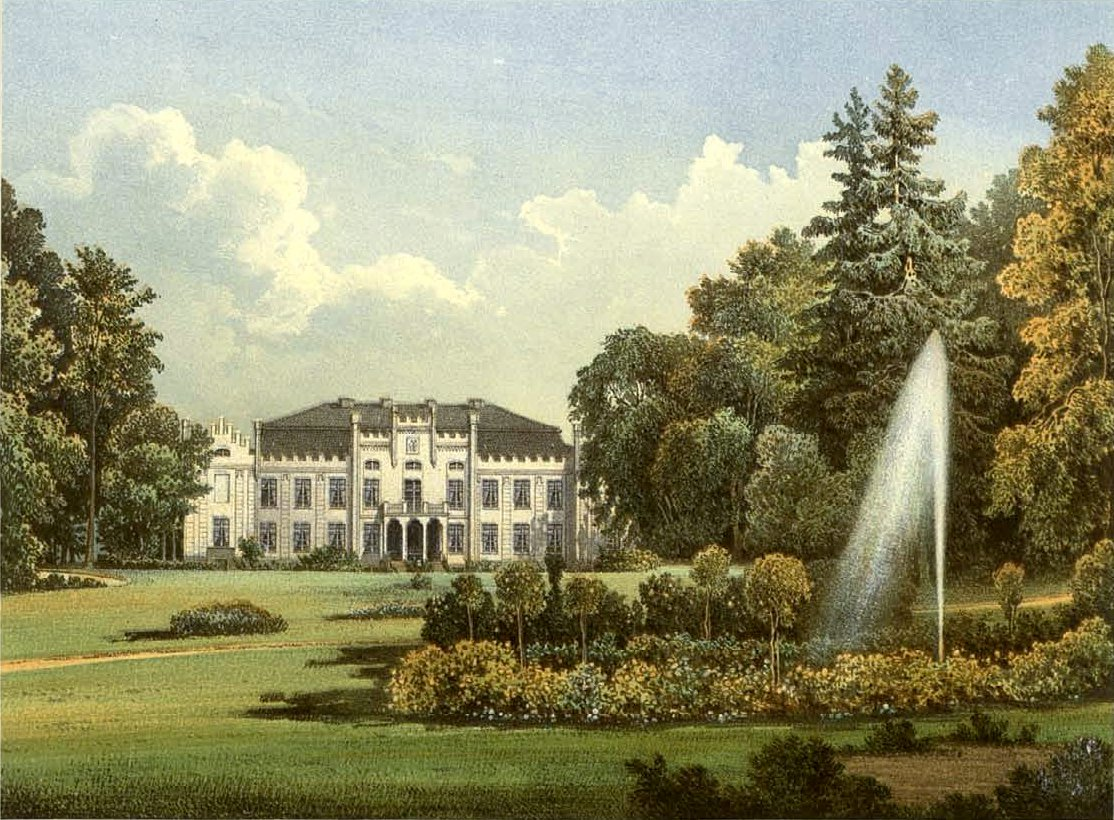
Gutshaus Klein-Katz, heute Akademisches Gymnasium

In der ulica Folwarczna (Vorwerksstraße) befindet sich das im 17. bis 18. Jahrhundert neogotisch erbaute Vorwerk Klein-Katz (pl. Mały Kack, kasch. Môłi Kack), das selbst nicht zum gleichnamigen benachbarten Stadtteil gehört. Das Gutshaus, Geburtshaus des klassischen Archäologen Georg von Brauchitschs, dient heute dem Akademischen Allgemeinbildenden Lyceum Nr. 1 (pl. I Akademickie Liceum Ogólnokształcące im. Zasłużonych Ludzi Morza w Gdyni). Es ist ein Gymnasium zum Erwerb der polnischen Hochschulreife (Matura) mit künstlerischem Schwerpunkt, das mit den Hochschulen der Dreistadt Danzig–Zoppot–Gdingen zusammenarbeitet.

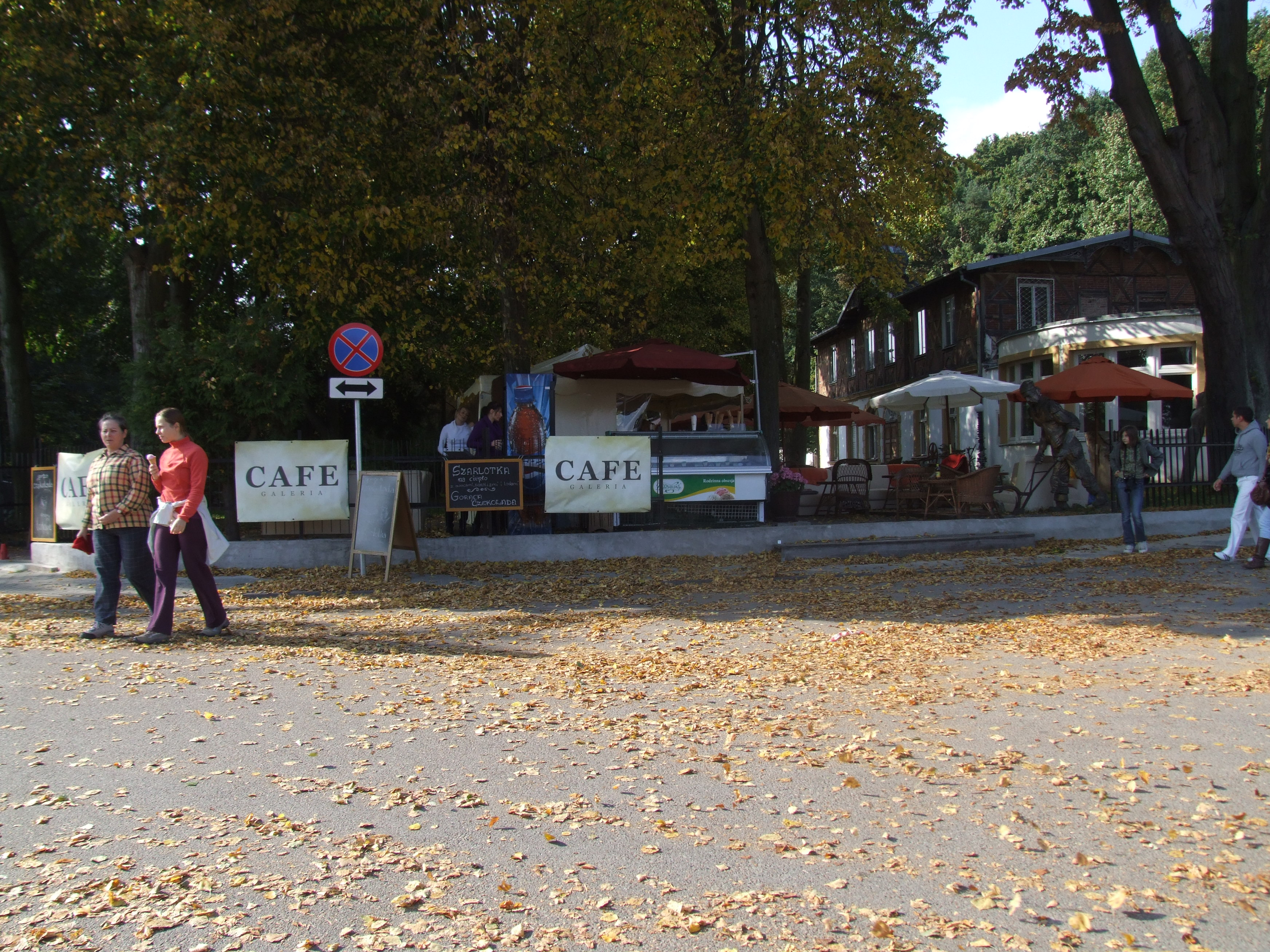
Café Galeria, ehemals Adlershorst (Adlerówka)

Johann Adlers ehemaliges Gasthaus, ulica Orłowska 7, am Katzer Fließ beherbergt heute das Café Galeria. In Żeromskis Fischerhütte werden heute die mit ihm verbundenen Erinnerungsstücke sorgfältig aufbewahrt und die Gesellschaft der Orłowo-Freunde organisiert regelmäßig Ausstellungen und Treffen mit historischem oder anderem Hintergrund. In Orłowo steht die Molo Orłowskie, eine hölzerne Seebrücke.

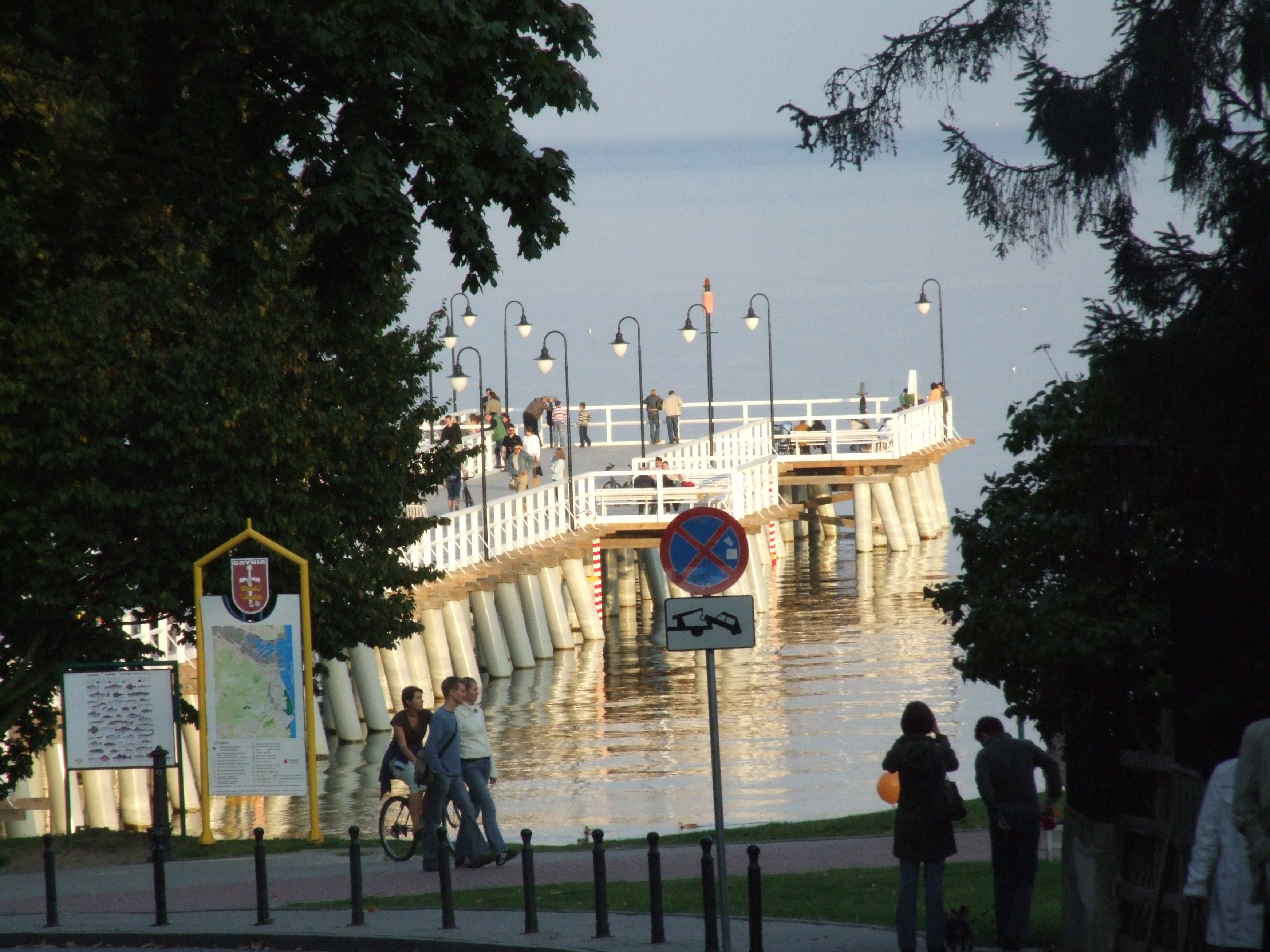
Seebrücke in Orłowo

Unterhalb der Strandpromenade spielt im Sommer das Witold-Gombrowicz-Theater der Stadt Gdingen auf einer Strandbühne vor der Kulisse von Danziger Bucht und Kliff. Am Strand finden jetzt Spülungsarbeiten für den Bau einer Marina statt. In Orłowo befindet sich zudem seit 1952 eine Haltestelle der örtlichen S-Bahn SKM (Szybka Kolej Miejska), sie verbindet die Dreistadt.